# Гайман (департамент)
Департамент Гайман  (исп. Departamento de Gaiman) — департамент в Аргентине в составе провинции Чубут.
Территория — 11076 км². Население — 11141 человек. Плотность населения — 1,00 чел./км².
Административный центр — Гайман.

## География
Департамент расположен на востоке провинции Чубут.
Департамент граничит:
- на севере — с департаментами Тельсен, Вьедма
- на востоке — с департаментом Росон
- на юге — с департаментом Флорентино-Амегино
- на западе — с департаментом Мартирес

## Административное деление
Департамент включает 4 муниципалитета:
- Гайман
- Вейнтиочо-де-Хулио
- Дике-Флорентино-Амегино
- Долавон

## Важнейшие населенные пункты[3]
| № | Населённый пункт        | Населённый пункт (исп.)   | Категория | Население чел. (2010) | На карте                        |
| - | ----------------------- | ------------------------- | --------- | --------------------- | ------------------------------- |
| 1 | Гайман                  | Gaiman                    | город     | 4730                  | 43°17′30″ ю. ш. 65°29′51″ з. д. |
| 2 | Долавон                 | Dolavon                   | город     | 2887                  | 43°18′30″ ю. ш. 65°42′28″ з. д. |
| 3 | Вейнтиочо-де-Хулио      | Veintiocho de Julio       | поселок   | 237                   | 43°23′26″ ю. ш. 65°50′22″ з. д. |
| 4 | Дике-Флорентино-Амегино | Dique Florentino Ameghino | поселок   | 156                   | 43°41′58″ ю. ш. 66°28′18″ з. д. |